# Markus Ederer

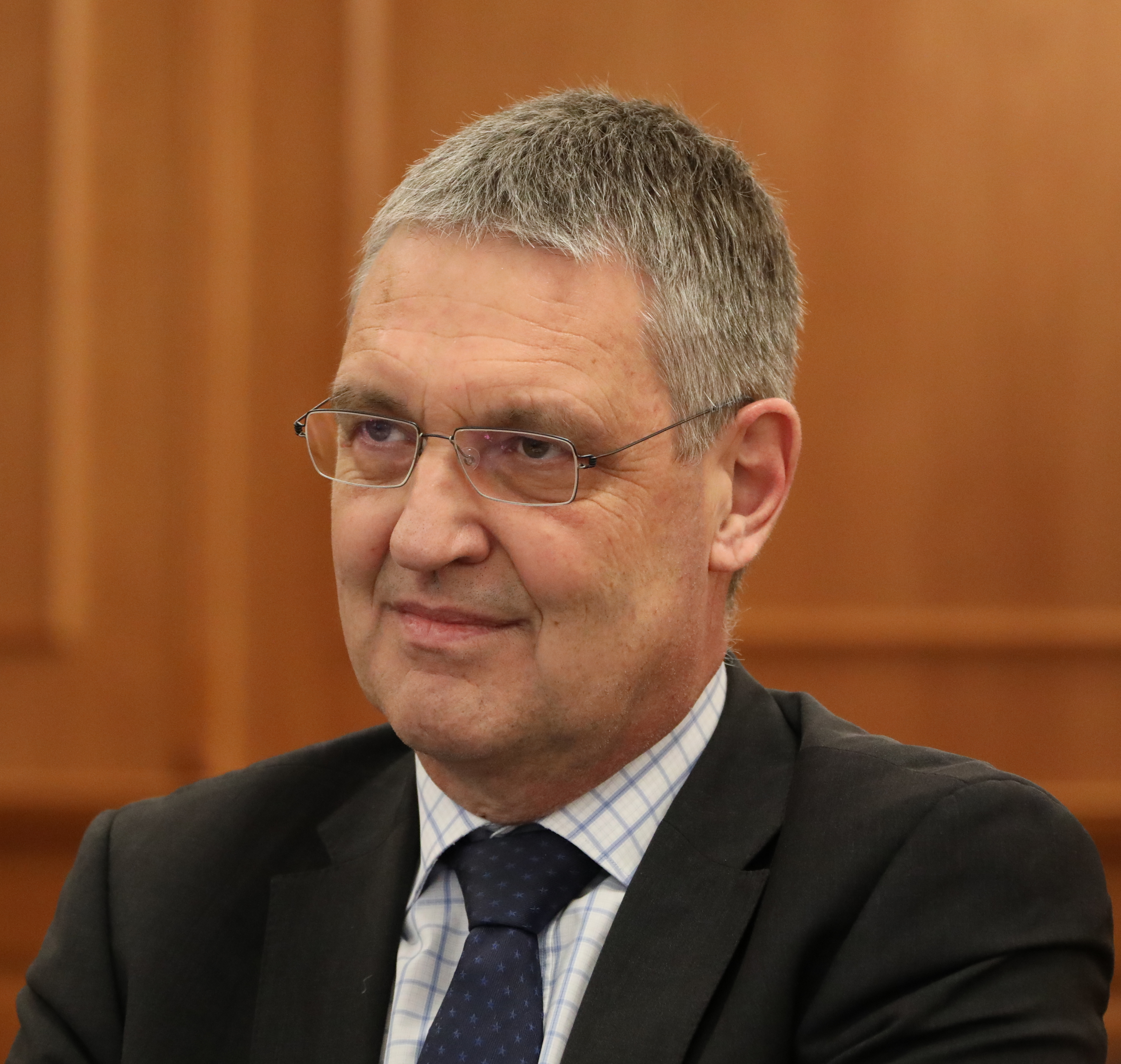
Markus Ederer im Jahr 2019

Markus Ederer (* 10. November 1957) ist ein deutscher Jurist und Diplomat. Er war von 2022 bis 2023 Botschafter in Australien mit gleichzeitiger Nebenakkreditierung in Nauru, Papua-Neuguinea, die Salomonen und Vanuatu. Vorher war er EU-Botschafter in Russland.

## Leben
Ederer studierte von 1979 bis 1983  Rechtswissenschaften, Internationale Beziehungen und Südostasien-Studien an den Universitäten in Passau und Genf. Danach setzte er sein Studium der Rechtswissenschaften an der University of Miami/USA fort (Abschluss Master of Laws (LL.M.)). 1988 promovierte er an der rechtswissenschaftlichen Fakultät an der Universität Passau und begann beim Auswärtigen Amt.
Ederer ist mit der deutschen Diplomatin Beate Grzeski verheiratet, die seit 2022 Sonderbotschafterin für die pazifischen Inselstaaten mit Sitz in Canberra war und ihrem Ehemann auf dem Botschafterposten in Australien nachfolgte.

## Laufbahn
Ederer war Unterabteilungsleiter Politische/Wirtschaftliche Auswertung beim Bundesnachrichtendienst in München und Berlin und Kabinettschef des Sonderkoordinators des Stabilitätspakts für Südosteuropa in Brüssel. Von 2005 bis 2010 war er Leiter des Planungsstabs im Auswärtigen Amt; sein Nachfolger wurde Robert von Rimscha.
Anschließend war Ederer Botschafter der Europäischen Union in der Volksrepublik China und der Mongolei. Von Januar 2014 bis Oktober 2017 war Ederer Staatssekretär des Auswärtigen Amts (Kabinett Merkel III). In diese Zeit fiel auch seine Leitung des Krisenstabs im Fall der Geiselnahme eines deutschen Seglers durch die islamistische Terrorgruppe Abu Sayyaf auf den Philippinen. Von Oktober 2017 an war er Botschafter der Europäischen Union in Russland. Er blieb dies bis 2022, als er zum deutschen Botschafter in Australien ernannt wurde. Dieses Amt hatte er bis Sommer 2023 inne.